# Chiesa di Santa Maria del Santo Monte di Pietà
Santa Maria del Santo Monte di Pietà, comunemente Santa Maria del Monte, è una chiesa in stile gotico catalano del XVI secolo.
Il monumento si trova a Cagliari, in via Corte d'Appello, nella parte bassa del Castello.
La chiesa è oggi sede del Sovrano Militare Ordine di Malta.

## Storia

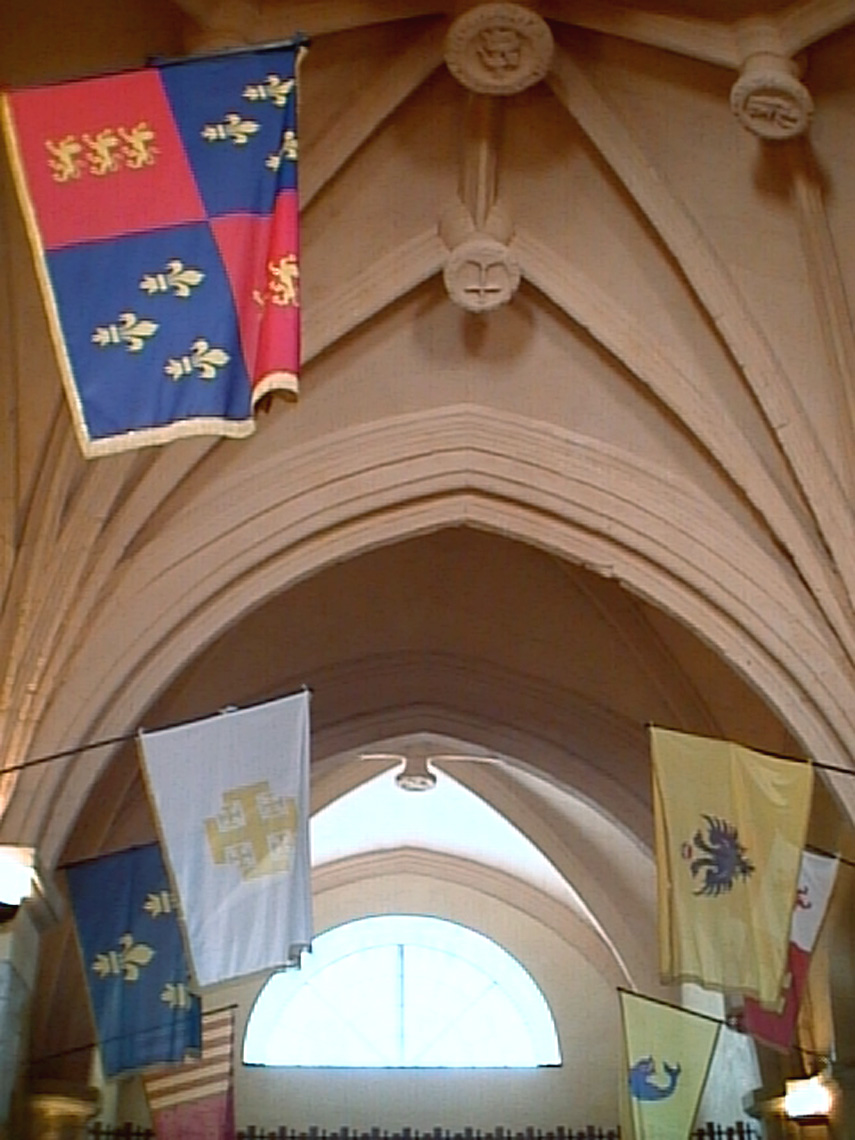
Volte

Una prima chiesa venne edificata intorno al 1564, quale nuova sede della Arciconfraternita del Sacro Monte di Pietà, istituita da papa Clemente VII nel 1530.
I membri della confraternita, appartenenti a famiglie nobili, erano impegnati in varie opere assistenziali, tra le quali grande importanza veniva data al conforto dei condannati a morte.
Inizialmente l'istituzione aveva sede in Santa Croce, antica sinagoga convertita in chiesa nel 1492, all'indomani dell'espulsione degli ebrei dai possedimenti del re di Spagna.
Quando nel 1564 la chiesa di Santa Croce venne ceduta ai Gesuiti, appena giunti in città, venne edificata poco distante una nuova chiesa per la confraternita del Sacro Monte. Tale edificio venne demolito solo quattro anni più tardi, nel 1568, in seguito ai lavori di riammodernamento delle mura di Cagliari voluti da Filippo II di Spagna.
La nuova chiesa, l'attuale, venne edificata, sempre nella zona di Santa Croce, in stile gotico - catalano.
Nel XIX secolo la chiesa passò di proprietà al Comune in seguito alle leggi di eversione dell'asse ecclesiastico e la confraternita si sciolse. Santa Maria del Monte venne utilizzata per i più svariati scopi, tra cui sede della Corte d'Assise, ricovero per anziane (negli anni intorno alla seconda guerra mondiale) e infine palestra di scherma del CUS Cagliari (fino alla metà degli anni ottanta del XX secolo); infine fu abbandonata all'incuria e al degrado.
Dopo lunghi restauri la chiesa è stata riaperta nel 1998 e affidata alla delegazione della Sardegna del Sovrano Ordine di Malta, che in cambio rende accessibile l'edificio, offrendo anche spiegazioni sulla sua storia e le opere d'arte in esso contenute.
La chiesa è officiata una volta al mese e ospita spesso concerti e diverse altre iniziative culturali.

## Descrizione

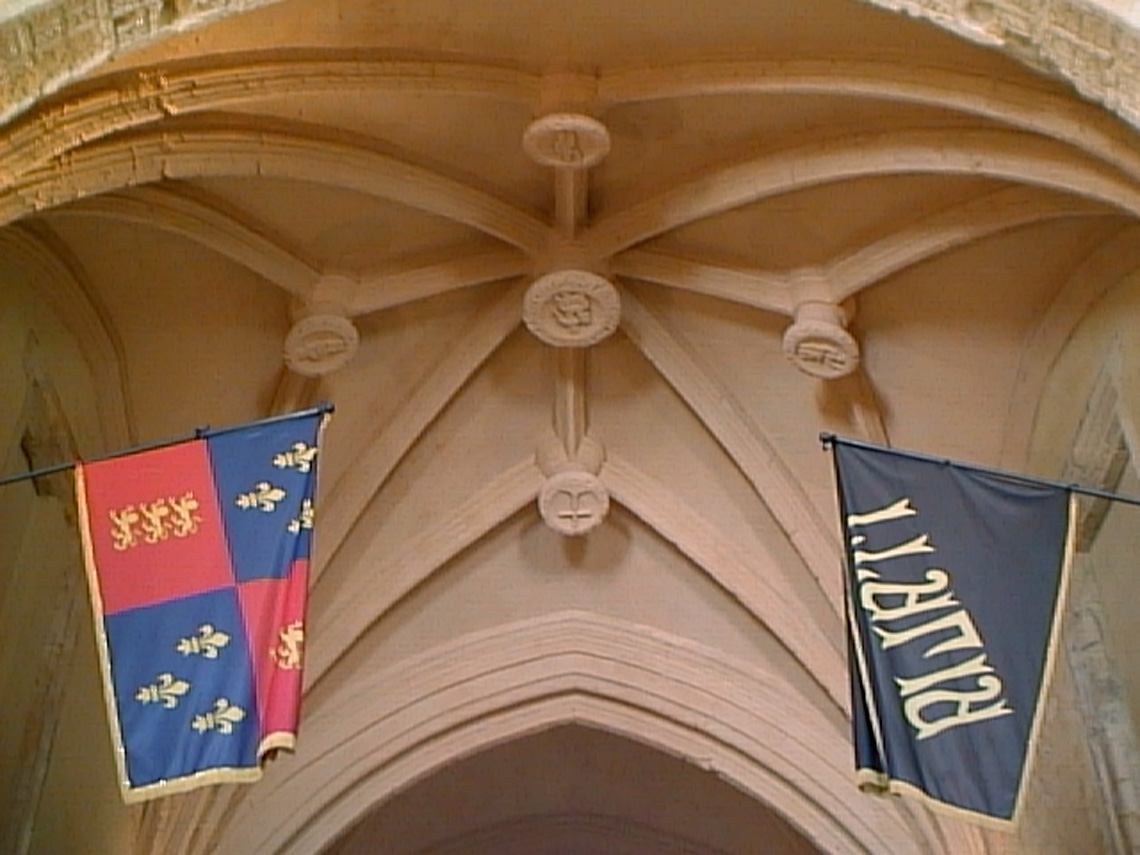
Volta del presbiterio

La chiesa di Santa Maria del Monte si trova nel cuore di quello che anticamente fu il quartiere ebraico, prospettante su una piazzetta quadrangolare raggiungibile dalla via Santa Croce, discendendo due rampe di scale, o dalla via Corte d'Appello, superato il portico dell'ex Collegio Gesuitico di Santa Croce.
La facciata è molto spoglia, a terminale piatto, sulla quale si apre una finestra semicircolare e il portale sormontato da un arco gotico.
L'interno è caratterizzato principalmente dalle volte a crociera, semplici sulle prime due campate, stellata quella sul presbiterio.
Il tempio si sviluppa su di un'unica navata, due campate, una cappella laterale a destra, il presbiterio e il coro.
Il coro, voltato a cupoletta ottagona e la cappella laterale, fanno probabilmente parte di una fase costruttiva posteriore rispetto alla fabbrica gotica, in quanto se ne distaccano stilisticamente inserendo elementi rinascimentali.
La chiesa, che nelle diverse vicissitudini che l'hanno interessata ha perduto i suoi arredi, è stata recentemente ornata con alcuni dipinti provenienti dalla Sacrestia della Chiesa di San Michele in via Ospedale. Cinque di essi sono opere del 1680 di Giuseppe Deris, rappresentanti i Misteri Gaudiosi del Rosario, gli altri due rappresentano entrambi i Santi Anna e Gioacchino con Maria bambina, opere rispettivamente di Giovanni Marghinotti e Giuseppe Caboni del XIX secolo.